# Verksamhetsberättelse
En verksamhetsberättelse är en skriftlig beskrivning av vilken verksamhet en organisation haft under en mandatperiod. Den skall tillsammans med bokslut granskas vid revision mot verksamhetsplanen för den gångna perioden.